# Phytoseius subtilis
Phytoseius subtilis är en spindeldjursart som beskrevs av Wu och Li 1984. Phytoseius subtilis ingår i släktet Phytoseius och familjen Phytoseiidae. Inga underarter finns listade i Catalogue of Life.